# Deutscher Sportclub Arminia Bielefeld 1982-1983
Questa voce raccoglie le informazioni riguardanti il Deutscher Sportclub Arminia Bielefeld nelle competizioni ufficiali della stagione 1982-1983.

## Stagione
Nella stagione 1982-1983 l'Arminia Bielefeld, allenato da Horst Köppel, concluse il campionato di Bundesliga al 8º posto. In Coppa di Germania l'Arminia Bielefeld fu eliminato agli ottavi di finale dallo Schalke 04.

## Rosa
| N. |                      | Ruolo | Calciatore       |
| -- | -------------------- | ----- | ---------------- |
|    | Germania (bandiera)  | P     | Volker Diergardt |
|    | Finlandia (bandiera) | P     | Olli Isoaho      |
|    | Germania (bandiera)  | P     | Wolfgang Kneib   |
|    | Germania (bandiera)  | P     | Reiner Wilk      |
|    | Germania (bandiera)  | D     | Norbert Dronia   |
|    | Germania (bandiera)  | D     | Karlheinz Geils  |
|    | Germania (bandiera)  | D     | Dirk Hupe        |
|    | Germania (bandiera)  | D     | Heiko Meier      |
|    | Germania (bandiera)  | D     | Detlef Schnier   |
|    | Germania (bandiera)  | D     | Horst Wohlers    |
|    | Germania (bandiera)  | C     | Ulrich Büscher   |
|    | Germania (bandiera)  | C     | Bernd Krajczy    |

| N. |                      | Ruolo | Calciatore            |
| -- | -------------------- | ----- | --------------------- |
|    | Germania (bandiera)  | C     | Stefan Kühlhorn       |
|    | Germania (bandiera)  | C     | Frank Pagelsdorf      |
|    | Germania (bandiera)  | C     | Wolfgang Pohl         |
|    | Finlandia (bandiera) | C     | Pasi Rautiainen       |
|    | Germania (bandiera)  | C     | Johannes Riedl        |
|    | Germania (bandiera)  | C     | Helmut Schröder       |
|    | Germania (bandiera)  | A     | Stefan Butz           |
|    | Germania (bandiera)  | A     | Gregor Grillemeier    |
|    | Germania (bandiera)  | A     | Ewald Lienen          |
|    | Germania (bandiera)  | A     | Herbert Reiß          |
|    | Germania (bandiera)  | A     | Matthias Westerwinter |

## Organigramma societario
Area tecnica
- Allenatore: Horst Köppel
- Allenatore in seconda:
- Preparatore dei portieri:
- Preparatori atletici:

## Calciomercato

### Sessione estiva
| Acquisti | Acquisti              | Acquisti                     | Acquisti |
| R.       | Nome                  | da                           | Modalità |
| -------- | --------------------- | ---------------------------- | -------- |
| A        | Gregor Grillemeier    | Rot-Weiss Essen              |          |
| P        | Olli Isoaho           | HJK                          |          |
| C        | Bernd Krajczy         | Pirmasens                    |          |
| C        | Pasi Rautiainen       | Werder Brema                 |          |
| A        | Matthias Westerwinter | Arminia Bielefeld (juniores) |          |
| D        | Horst Wohlers         | Monaco 1860                  |          |

| Cessioni | Cessioni        | Cessioni  | Cessioni |
| R.       | Nome            | a         | Modalità |
| -------- | --------------- | --------- | -------- |
| C        | Peter Krobbach  | Paderborn |          |
| D        | Kees Bregman    | Duisburg  |          |
| A        | Bernd Krumbein  | Paderborn |          |
| D        | Jens Steffensen | Aalborg   |          |

### Sessione invernale
| Acquisti | Acquisti | Acquisti | Acquisti |
| R.       | Nome     | da       | Modalità |
| -------- | -------- | -------- | -------- |

| Cessioni | Cessioni | Cessioni | Cessioni |
| R.       | Nome     | a        | Modalità |
| -------- | -------- | -------- | -------- |

## Risultati

### Bundesliga

#### Girone di andata
| Arbitro: | Brückner |

|  |           |                 |
|  | Marcatori | 22’ Grillemeier |

| Arbitro: | Gabor |

|                            |           |  |
| Grillemeier 16’ Lienen 56’ | Marcatori |  |

| Arbitro: | Föckler |

|                             |           |         |
| Grillemeier 24’ Wohlers 67’ | Marcatori | 62’ Cha |

| Arbitro: | Retzmann |

|          |           |                 |
| Knüwe 2’ | Marcatori | 55’ Grillemeier |

| Arbitro: | Hontheim |

|                                    |           |                                                           |
| Pagelsdorf 38’ (rig.) Schröder 73’ | Marcatori | 16’ Horsmann 23’ Nachtweih 82’ Augenthaler 90’ Rummenigge |

| Arbitro: | Dellwing |

|                             |           |             |
| Milewski 5’, 64’ Hansen 26’ | Marcatori | 8’ Schröder |

| Arbitro: | Umbach |

|                                         |           |                              |
| Lienen 7’, 85’ Pohl 13’ Grillemeier 59’ | Marcatori | 55’ Wuttke 73’ (rig.) Hannes |

| Arbitro: | Huster |

|                      |           |                                   |
| Ohlicher 14’ Six 73’ | Marcatori | 16’ (rig.) Pagelsdorf 20’ Wohlers |

| Arbitro: | Neuner |

|                     |           |            |
| Lienen 54’ Hupe 71’ | Marcatori | 50’ Remark |

| Arbitro: | Barnick |

|            |           |  |
| Strack 27’ | Marcatori |  |

| Arbitro: | Schmidhuber |

|                                   |           |                               |
| Pagelsdorf 14’ (rig.), 82’ (rig.) | Marcatori | 16’ Allofs 60’ (rig.) Briegel |

| Arbitro: | Clajus |

| |           |                |
| Burgsmüller 19’, 46’, 60’, 69’, 72’ Abramczik 47’ Klotz 66’, 80’, 84’ Răducanu 78’ Huber 90’ (rig.) | Marcatori | 16’ Pagelsdorf |

| Arbitro: | Brehm |

|                                |           |                         |
| Lienen 23’ Rautiainen 41’, 52’ | Marcatori | 65’ Schipper 84’ Janzon |

| Arbitro: | Heinis |

|                        |           |                |
| Heidenreich 26’ (rig.) | Marcatori | 23’ Pagelsdorf |

| Arbitro: | Engel |

|               |           |                        |
| Rautiainen 5’ | Marcatori | 25’ Völler 57’ Okudera |

| Arbitro: | Klauser |

|                            |           |  |
| Dusend 73’ Pohl 75’ (aut.) | Marcatori |  |

| Arbitro: | Niebergall |

|                                                             |           |            |
| Grillemeier 21’ Pohl 35’, 78’ Rautiainen 44’ Pagelsdorf 63’ | Marcatori | 39’ Dittus |

#### Girone di ritorno
| Arbitro: | Ermer |

|  |           |                     |
|  | Marcatori | 86’ Økland 90’ Vöge |

| Arbitro: | Walz |

|                                          |           |  |
| Eigendorf 2’ (rig.), 76’ (rig.) Worm 52’ | Marcatori |  |

| Arbitro: | Theobald |

|                       |           |           |
| Körbel 63’ Müller 64’ | Marcatori | 48’ Geils |

| Arbitro: | Wippker |

|           |           |              |
| Riedl 85’ | Marcatori | 45’ Schreier |

| Arbitro: | Roth |

|                                                        |           |  |
| Breitner 2’ (rig.), 61’ Hoeneß 11’, 72’ Rummenigge 37’ | Marcatori |  |

| Arbitro: | Stäglich |

|                                |           |  |
| Grillemeier 22’ Pagelsdorf 87’ | Marcatori |  |

| Arbitro: | Tritschler |

|                                |           |  |
| Reich 28’ Mill 57’ Ringels 87’ | Marcatori |  |

| Arbitro: | Hontheim |

|                        |           |                        |
| Lienen 69’ Wohlers 90’ | Marcatori | 72’ Allgöwer 86’ Kempe |

| Arbitro: | Ermer |

|                           |           |  |
| Schneider 22’ (rig.), 85’ | Marcatori |  |

| Arbitro: | Redelfs |

|                     |           |  |
| Lienen 47’ Reiß 85’ | Marcatori |  |

| Arbitro: | Brückner |

|                                 |           |  |
| Nilsson 52’ Geye 83’ Allofs 88’ | Marcatori |  |

| Arbitro: | Retzmann |

|              |           |  |
| Kühlhorn 68’ | Marcatori |  |

| Arbitro: | Klauser |

|                                              |           |  |
| Abramczik 18’ Wuttke 28’, 40’, 61’ Dietz 90’ | Marcatori |  |

| Arbitro: | Osmers |

|                          |           |  |
| Pagelsdorf 19’, 38’, 47’ | Marcatori |  |

| Arbitro: | Gabor |

|                                                                   |           |           |
| Möhlmann 4’ Völler 32’ Reinders 51’ (rig.) Neubarth 76’ Meier 88’ | Marcatori | 65’ Geils |

| Arbitro: | Wippker |

|                |           |                |
| Geils 11’, 83’ | Marcatori | 58’ Eðvaldsson |

| Arbitro: | Theobald |

|                 |           |            |
| Hupe 87’ (aut.) | Marcatori | 90’ Lienen |

### Coppa di Germania
| Arbitro: | Boos |

|  |           |                                                                             |
|  | Marcatori | 40’ (aut.) Thüroff 73’ Hupe 76’ Krobbach 80’ Wohlers 84’ (rig.) Grillemeier |

| Arbitro: | Stäglich |

|                                      |           |  |
| Pagelsdorf 70’ (rig.) Rautiainen 90’ | Marcatori |  |

| Arbitro: | Föckler |

|                            |           |                             |
| Dietz 64’ Abel 113’ (rig.) | Marcatori | 83’ Grillemeier 109’ Lienen |

| Arbitro: | Assenmacher |

|  |           |          |
|  | Marcatori | 68’ Abel |

## Statistiche

### Statistiche di squadra
| Competizione      | Punti | In casa | In casa | In casa | In casa | In casa | In casa | In trasferta | In trasferta | In trasferta | In trasferta | In trasferta | In trasferta | Totale | Totale | Totale | Totale | Totale | Totale | DR  |
| Competizione      | Punti | G       | V       | N       | P       | Gf      | Gs      | G            | V            | N            | P            | Gf           | Gs           | G      | V      | N      | P      | Gf     | Gs     | DR  |
| ----------------- | ----- | ------- | ------- | ------- | ------- | ------- | ------- | ------------ | ------------ | ------------ | ------------ | ------------ | ------------ | ------ | ------ | ------ | ------ | ------ | ------ | --- |
| Bundesliga        | 31    | 17      | 11      | 3       | 3       | 36      | 21      | 17           | 1            | 4            | 12           | 10           | 50           | 34     | 12     | 7      | 15     | 46     | 71     | -25 |
| Coppa di Germania | -     | 2       | 1       | 0       | 1       | 2       | 1       | 2            | 1            | 1            | 0            | 7            | 2            | 4      | 2      | 1      | 1      | 9      | 3      | +6  |
| Totale            | 31    | 19      | 12      | 3       | 4       | 38      | 22      | 19           | 2            | 5            | 12           | 17           | 52           | 38     | 14     | 8      | 16     | 55     | 74     | -19 |

### Andamento in campionato
| Giornata  | 1 | 2 | 3 | 4 | 5 | 6 | 7 | 8 | 9 | 10 | 11 | 12 | 13 | 14 | 15 | 16 | 17 | 18 | 19 | 20 | 21 | 22 | 23 | 24 | 25 | 26 | 27 | 28 | 29 | 30 | 31 | 32 | 33 | 34 |
| --------- | - | - | - | - | - | - | - | - | - | -- | -- | -- | -- | -- | -- | -- | -- | -- | -- | -- | -- | -- | -- | -- | -- | -- | -- | -- | -- | -- | -- | -- | -- | -- |
| Luogo     | T | C | C | T | C | T | C | T | C | T  | C  | T  | C  | T  | C  | T  | C  | C  | T  | T  | C  | T  | C  | T  | C  | T  | C  | T  | C  | T  | C  | T  | C  | T  |
| Risultato | V | V | V | N | P | P | V | N | V | P  | N  | P  | V  | N  | P  | P  | V  | P  | P  | P  | N  | P  | V  | P  | N  | P  | V  | P  | V  | P  | V  | P  | V  | N  |
| Posizione | 3 | 1 | 1 | 3 | 5 | 8 | 7 | 7 | 7 | 7  | 6  | 9  | 7  | 8  | 8  | 10 | 8  | 8  | 9  | 10 | 11 | 12 | 10 | 11 | 12 | 13 | 10 | 12 | 10 | 11 | 9  | 11 | 8  | 8  |

Legenda:

Luogo: C = Casa; T = Trasferta. Risultato: V = Vittoria; N = Pareggio; P = Sconfitta.

### Statistiche dei giocatori
| Giocatore       | Bundesliga | Bundesliga | Bundesliga  | Bundesliga | Coppa di Germania | Coppa di Germania | Coppa di Germania | Coppa di Germania | Totale   | Totale | Totale      | Totale     |
| Giocatore       | Presenze   | Reti       | Ammonizioni | Espulsioni | Presenze          | Reti              | Ammonizioni       | Espulsioni        | Presenze | Reti   | Ammonizioni | Espulsioni |
| --------------- | ---------- | ---------- | ----------- | ---------- | ----------------- | ----------------- | ----------------- | ----------------- | -------- | ------ | ----------- | ---------- |
| S. Butz         | 0          | 0          | 0           | 0          | 0                 | 0                 | 0                 | 0                 | 0        | 0      | 0           | 0          |
| U. Büscher      | 23         | 0          | 5           | 1          | 2                 | 0                 | 2                 | 0                 | 25       | 0      | 7           | 1          |
| V. Diergardt    | 19         | 0          | 1           | 0          | 2                 | 0                 | 0                 | 0                 | 21       | 0      | 1           | 0          |
| N. Dronia       | 0          | 0          | 0           | 0          | 0                 | 0                 | 0                 | 0                 | 0        | 0      | 0           | 0          |
| K. Geils        | 33         | 4          | 6           | 0          | 3                 | 0                 | 1                 | 0                 | 36       | 4      | 7           | 0          |
| G. Grillemeier  | 27         | 7          | 2           | 0          | 3                 | 2                 | 0                 | 0                 | 30       | 9      | 2           | 0          |
| D. Hupe         | 33         | 1          | 3           | 0          | 4                 | 1                 | 0                 | 0                 | 37       | 2      | 3           | 0          |
| O. Isoaho       | 15         | 0          | 0           | 0          | 2                 | 0                 | 0                 | 0                 | 17       | 0      | 0           | 0          |
| W. Kneib        | 0          | 0          | 0           | 0          | 0                 | 0                 | 0                 | 0                 | 0        | 0      | 0           | 0          |
| B. Krajczy      | 12         | 0          | 0           | 0          | 2                 | 0                 | 0                 | 0                 | 14       | 0      | 0           | 0          |
| P. Krobbach     | 0          | 0          | 0           | 0          | 1                 | 1                 | 0                 | 0                 | 1        | 1      | 0           | 0          |
| S. Kühlhorn     | 9          | 1          | 2           | 0          | 0                 | 0                 | 0                 | 0                 | 9        | 1      | 2           | 0          |
| E. Lienen       | 33         | 8          | 0           | 0          | 4                 | 1                 | 0                 | 0                 | 37       | 9      | 0           | 0          |
| H. Meier        | 5          | 0          | 0           | 0          | 0                 | 0                 | 0                 | 0                 | 5        | 0      | 0           | 0          |
| F. Pagelsdorf   | 29         | 11         | 3           | 0          | 3                 | 1                 | 0                 | 0                 | 32       | 12     | 3           | 0          |
| W. Pohl         | 31         | 3          | 1           | 0          | 4                 | 0                 | 0                 | 0                 | 35       | 3      | 1           | 0          |
| P. Rautiainen   | 33         | 4          | 2           | 0          | 4                 | 1                 | 1                 | 0                 | 37       | 5      | 3           | 0          |
| H. Reiß         | 11         | 1          | 1           | 0          | 1                 | 0                 | 0                 | 0                 | 12       | 1      | 1           | 0          |
| J. Riedl        | 13         | 1          | 3           | 0          | 2                 | 0                 | 0                 | 0                 | 15       | 1      | 3           | 0          |
| D. Schnier      | 33         | 0          | 3           | 0          | 4                 | 0                 | 1                 | 0                 | 37       | 0      | 4           | 0          |
| H. Schröder     | 32         | 2          | 3           | 0          | 4                 | 0                 | 0                 | 0                 | 36       | 2      | 3           | 0          |
| M. Westerwinter | 1          | 0          | 0           | 0          | 0                 | 0                 | 0                 | 0                 | 1        | 0      | 0           | 0          |
| R. Wilk         | 0          | 0          | 0           | 0          | 0                 | 0                 | 0                 | 0                 | 0        | 0      | 0           | 0          |
| H. Wohlers      | 25         | 3          | 6           | 0          | 4                 | 1                 | 0                 | 0                 | 29       | 4      | 6           | 0          |